# Гамалея, Николай Фёдорович
Никола́й Фёдорович Гамале́я (5 [17] февраля 1859, Одесса — 29 марта 1949, Москва) — российский врач, микробиолог и эпидемиолог, член-корреспондент АН СССР (1939), почётный член АН СССР (1940), академик АМН СССР (1945). Лауреат Сталинской премии (1943).

## Биография

### Происхождение и детство
Николай Фёдорович Гамалея родился 5 (17) февраля 1859 года в Одессе в доме на Канатной улице. Он был младшим из 12 детей отставного полковника Фёдора Михайловича Гамалеи (ум. в 1881 году), в прошлом участника Бородинского сражения и боёв на Кавказе, затем председателя коммерческого суда Одессы. Ко времени рождения младшего сына отец был уже пожилым человеком, оставил службу и жил на доходы с имения.
Близких родственников отца Николай Фёдорович лично не знал. В воспоминаниях он со слов родни указал, что дед по отцу был врачебным инспектором в Туле и владел имениями в Ефремовском и Богородицком уездах Тульской губернии. Эти имения унаследовали старшие братья отца, один из которых стал товарищем министра, а другой губернатором. Некоторые источники идентифицируют деда как Михаила Леонтьевича Гамалею, но данная версия не бесспорна из-за отсутствия документальных подтверждений родства отца Николая Фёдоровича с предполагаемым дедом. Есть также версия, что Михаил Леонтьевич был прадедом Николая Фёдоровича.
В раннем возрасте воспитанием Николая Фёдоровича в основном занималась его мать Каролина Викентьевна Гамалея, происходящая из польской семьи Вадецких. Начальное образование он получил в частном детском саду, продолжил его в частной школе Дмитриевых на Канатной улице, затем поступил в гимназию.

### Годы учёбы
В 1880 году окончил Новороссийский университет, а в 1883 году — Петербургскую военно-медицинскую академию. По окончании академии он вернулся в Одессу, где начал работать в больнице Осипа Мочутковского. Он одним из первых в Российской империи начал развивать отечественную бактериологию. В 1885 году на конкурсной основе Николая Федоровича избрали для командировки в Париж в лабораторию Луи Пастера для углубления опыта в области бактериологии.

### Основатель первой в России бактериологической станции
По приезде в Париж на протяжении года изучал в лаборатории Пастера бешенство. Изучив метод приготовления вакцины и методику прививки против бешенства, вернулся в Одессу. Здесь, совместно с Ильёй Мечниковым, он основал городскую лабораторию (ныне — НИИ имени Мечникова) для проведения научно-исследовательской работы, где вскоре начал прививку подопытных животных (кроликов).
В 1886 году, при содействии Луи Пастера, Гамалея учредил совместно с Мечниковым и Бардахом первую в России (и вторую в мире) бактериологическую станцию и впервые в России осуществил вакцинацию людей против бешенства. За первые 3 года своей деятельности Одесская станция сделала прививку приблизительно 1500 человек. Смертность, составлявшая около 2,5 %, с усовершенствованием метода снизилась до 0,61 %.
В 1887 году активизировалась консервативная критика относительно Луи Пастера и его методов лечения — его подвергли жёсткой обструкции на заседании Парижской медицинской академии. В результате в Англии была создана специальная комиссия по проверке пастеровского метода во главе с известным профессором Педжетом. Имея на руках накопленный на тот момент опыт работы Одесской бактериологической станции и убедительную статистику её успешных прививок, Гамалея выехал в Англию, где выступил на заседании комиссии, организовав уверенную защиту новаторских идей Пастера и бактериологов.
В течение пяти последующих лет Гамалея, постоянно находясь между Парижем и Одессой, помогал Пастеру в борьбе с реакционными научными работниками, приобретая теоретический и практический опыт. Практика прививок в Одессе, углублённая научными поисками Николая Фёдоровича Гамалеи и его сотрудника доктора Якова Бардаха, послужили основанием для учёных полностью подтвердить принципы пастеровского метода.

### Научная и практическая деятельность в Одессе (1892—1912 годы)
В 1892 году, вернувшись в Россию, защитил докторскую диссертацию «Этиология холеры с точки зрения экспериментальной патологии» (опубликована в 1893 году).
С 1899 по 1908 год он был директором основанного им Бактериологического института в Одессе. В рамках его деятельности изучал роль корабельных крыс в распространении болезни, а в 1901—1902 годах Николай Гамалея руководил противоэпидемическими мероприятиями во время вспышки чумы в Одессе, организовав сплошную дератизацию. В последующие годы вёл борьбу с холерой на юге России. В 1908 году впервые доказал, что сыпной тиф передается через вшей. Он также много работал над профилактикой тифов, холеры, оспы и других инфекционных заболеваний. В 1910 году впервые обосновал значение дезинсекции в целях ликвидации тифа. В 1910—1913 годах издавал и редактировал журнал «Гигиена и санитария».

### Научная деятельность в Санкт-Петербурге и Москве (1912—1949 годы)
В 1912 году переехал в Санкт-Петербург. С 1912 по 1928 год он руководил Петербургским (Петроградским) оспопрививательным институтом имени Дженнера. По его инициативе, с помощью разработанного им метода приготовления противоосповой вакцины, в 1918 году в Петрограде была проведена всеобщая прививка от оспы, принятая затем по всей стране, согласно декрету от 10 апреля 1919 года, подписанному Лениным. В 1918—1919 годах изучал методы приготовления вакцины от сыпного тифа.
С 1930 по 1938 год был научным руководителем Центрального института эпидемиологии и микробиологии в Москве (в настоящее время институт носит его имя). С 1938 года и до конца жизни работал профессором кафедры микробиологии 2-го Московского медицинского института, с 1939 года он был заведующим лабораторией института эпидемиологии и микробиологии АМН СССР.
С 1939 года — председатель, впоследствии почётный председатель Всесоюзного общества микробиологов, эпидемиологов и инфекционистов.
В 1939 году избран членом-корреспондентом АН СССР. Через год избран почетным академиком АН СССР. В 1945 избран академиком АМН СССР .
В последние годы жизни учёный разрабатывал вопросы общей иммунологии, вирусологии, изучал оспу, грипп (в 1942 году им был представлен метод профилактики гриппа путём обработки слизистой оболочки носа препаратами олеиновой кислоты), интенсивно разрабатывал проблему специфического лечения туберкулёза.
Умер 29 марта 1949 года в Москве; похоронен на Новодевичьем кладбище, 4 участок.

## Научное наследие
В 1954—1956 годах было издано шеститомное собрание научных трудов Гамалеи.
Создатель и активный популяризатор так называемого интенсивного метода прививки — он разработал и применил на практике план мероприятий по борьбе с эпидемиями на местах. На практике активно боролся с эпидемиями чумы в Одессе, холеры в Донбассе, в Закавказье и в Поволжье, сыпного тифа в Санкт-Петербурге.
В 1888 году открыл холероподобный птичий вибрион (мечниковский вибрион) — возбудителя холероподобного заболевания птиц и представил противохолерную вакцину. В 1894—1896 годах описал явление так называемого гетероморфизма бактерий. Впервые выдвинул положение о существовании скрытых форм инфекции. Ещё в 1899 году учёный выразил мнение о «невидимых микробах» — возбудителях рака. Вирусной теории рака он придерживался до конца своей жизни.
На достижениях учёного воспитана целая плеяда советских микробиологов - Микробиологи СССР.
Одним из первых определил эпидемиологическое значение дезинфекционных мероприятий в борьбе с холерой и дератизационных — в борьбе с чумой. Основываясь на опыте борьбы с паразитарными тифами в ночлежных домах Петербурга, он впервые показал ведущую роль дезинсекционных мероприятий в борьбе со вшивостью при этих инфекциях, изучал действие некоторых дезинфекционных средств и их эффективность. Для него уже в то время стала ясна роль мух в передаче кишечных инфекций и необходимость усиленной борьбы с ними. Он также показал роль грызунов в заносе и распространении чумы и необходимость обязательного истребления их во всех случаях. Один из основоположников дезинфекционного дела в России.

## Общественная позиция
В 1948 году на 90-м году жизни стал членом партии (Постановлением ЦК ВКП(б)), сославшись на обещание стать членом партии, которое он дал в своё время Ленину.
В феврале 1949 года в связи с арестом своих коллег Лины Штерн, Якова Парнаса и Бориса Шимелиовича обратился к Сталину с двумя письмами, протестуя против развязанной в СССР антисемитской кампании.

## Память
Именем Гамалеи названы:
- Центральный институт эпидемиологии и микробиологии
- Улицы в Одессе, Москве, Томске, Сумах, Таразе.

| |  |  |  |
| Слева направо: почтовая марка СССР, 1959 год; художественный конверт со спецгашением, посвящённый 150-летию со дня рождения Гамалеи (почта Украины, 2009 г.); могила Н. Ф. Гамалеи на Новодевичьем кладбище в Москве; памятник на Погодинской улице в Москве |  |  |  |

В 1956 году в Москве на Погодинской улице во дворе шестого дома учёному установлен памятник.
Памятная медаль к 125-летию со дня рождения Николая Федоровича Гамалеи, изготовленная на Ленинградском монетном дворе в 1987 году. Медальер Марианна Романовская. Бронза, диаметр 60 мм.
В Одессе на здании бактериологической станции (ул. Пастера, 2) установлена мемориальная доска с надписью: «Гамалея Николай Федорович работал в Одесской бактериологической станции с 1886 по 1888 г.»

## Награды
- Два ордена Ленина (в том числе 16 февраля 1949)
- Орден Трудового Красного Знамени (10 июня 1945)
- Медали[какие?]
- Сталинская премия II степени (22 марта 1943) — за многолетние выдающиеся работы в области науки и техники